# ریشه‌ها ریشه‌های خون‌آلود
«ریشه‌ها ریشه‌های خون‌آلود» (به انگلیسی: Roots Bloody Roots) ترانه‌ای از گروه هوی متال سپولترا است که در فوریهٔ ۱۹۹۶ در قالب تک‌آهنگ اصلی ششمین آلبوم آن‌ها با نام ریشه‌ها منتشر شد. این قطعه آهنگ امضای سپولترا به‌شمار می‌آید.
شعر «ریشه‌های خون‌آلود» به مفاهیمی هم‌چون هویت فرهنگی، غرور و مبارزه با ظلم و بی‌عدالتی اجتماعی می‌پردازد. در تنظیم «ریشه‌های خون‌آلود» از سازهای کوبه‌ای بومیان آمازون استفاده شده‌است. به گفتهٔ مکس کاوالرا اعضای گروه در مراحل ساخت و ضبط ترانه این ایده را داشتند که تصویری پُرمایه از جایی که آمده بودند را نشان دهند. راس رابینسون که تهیه‌کنندهٔ این اثر بود سال‌ها بعد به عنوان «پدرخواندهٔ نو متال» شهرت پیدا کرد.

## مفهوم
اشعار «ریشه‌های خون‌آلود» اغلب به عنوان «بزرگداشت رگ و ریشهٔ برزیلی سپولترا و رد امپریالیسم فرهنگی غرب» تفسیر می‌شوند. کلمهٔ «ریشه‌ها» به ارتباط گروه با سرزمین و فرهنگ اجدادی‌شان و همچنین به ریشه‌های خود موسیقی متال اشاره دارد. کلمهٔ «خون‌آلود» حاکی از مبارزه‌ای خشونت‌آمیز برای احیای این ریشه‌ها و دفاع از آن‌ها در برابر نیروهای تحمیل‌گر گلوبالیزاسیون و یک‌دست‌سازی جوامع است.
مکس کاوالرا در مصاحبه‌ای با مجلهٔ گیتار ورلد توضیح داده که «این آهنگ دربارهٔ این است که چگونه باید به ریشه‌ها، فرهنگ خود بچسبیم. قسمت خونین یعنی باید برایش بجنگیم، اگر لازم شد باید برایش بمیریم. این یک سرود برای همهٔ آن مردمانی در سراسر جهان است که برای زنده نگه داشتن فرهنگ‌شان، برای زنده نگه داشتن سُنت‌هایشان تلاش می‌کنند».

## فهرست قطعات تک‌آهنگ
دیسک یک (دیجی‌پک)
1. «ریشه‌ها ریشه‌های خون‌آلود»
2. «زایش (از شریر)» (کاور سلتیک فراست)
3. «نافرمانی/مقاومت» (لایو)
4. «مرز و بوم» (لایو)

دیسک دو
1. «ریشه‌ها ریشه‌های خون‌آلود»
2. «زایش (از شریر)» (کاور سلتیک فراست)
3. «پروپاگاندا» (لایو)
4. «زیر بقایا/گریز به پوچی» (لایو)

رد وینیل ۷ اینچی
1. «ریشه‌ها ریشه‌های خون‌آلود»
2. «عارضهٔ جهان هستی» (کاور بلک سبت).

- نافرمانی/مقاومت، مرز و بوم، پروپاگاندا، زیر بقایا/گریز به پوچی در مارس ۱۹۹۴ طی کنسرت گروه در مینیاپولیس اجرا و ضبط شده‌اند.

## موقعیت در چارت‌های موسیقی
| چارت (۱۹۹۶)                  | بالاترین جایگاه |
| ---------------------------- | --------------- |
| استرالیا (ای‌آرآی‌ای)          | ۴۴              |
| بلژیک (اولتراتاپ ۵۰ والونی)  | ۳۱              |
| فنلاند (جدول‌های رسمی فنلاند) | ۲               |
| فرانسه (اس‌ان‌ئی‌پی)            | ۲۶              |
| آلمان (جدول‌های رسمی آلمان)   | ۴۲              |
| ایرلند (ایرما)               | ۲۷              |
| هلند (۱۰۰ تک‌آهنگ برتر)       | ۳۵              |
| نروژ (وی‌جی-لیستا)            | ۲۰              |
| اسکاتلند (اوسی‌سی)            | ۲۲              |
| سوئد (فهرست برترین‌های سوئد)  | ۱۴              |
| تک‌آهنگ‌های بریتانیا (اوسی‌سی)  | ۱۹              |
| راک و متال بریتانیا (اوسی‌سی) | ۱               |